# Shahram Irani
Pour les articles homonymes, voir Irani (homonymie).
Shahram Irani (en persan : شهرام ایرانی) est l'actuel amiral en chef de la marine iranienne. Il est le premier sunnite à accéder à un poste militaire de haut rang de l'histoire de la République islamique d'Iran.